# Isabel Celaá
María Isabel Celaá Diéguez ([maˈɾia i̯saˈβɛl selaˈa ˈðjeɣes]), née le 23 mai 1949 à Bilbao, est une femme politique espagnole membre du Parti socialiste ouvrier espagnol (PSOE).
Universitaire spécialisée en littérature anglaise, elle devient en 1987 chef de cabinet du conseiller à l'Éducation du Pays basque, puis vice-conseillère quatre ans plus tard. En 1995, elle est nommée directrice de cabinet du conseiller à la Justice, Ramón Jáuregui.
Elle siège au Parlement basque à partir de 1998, étant deux fois membre du bureau. Le socialiste Patxi López la choisit comme conseillère à l'Éducation en 2009. Elle réforme les programmes scolaires, donnant une place plus importante à l'espagnol et à l'anglais au détriment du basque. Elle quitte l'exécutif en 2012 et son mandat parlementaire quatre ans plus tard. En 2014, elle est nommée présidente de la commission d'éthique du PSOE.
Elle devient en juin 2018 ministre de l'Éducation et de la Formation professionnelle et porte-parole du gouvernement de Pedro Sánchez. En 2020, après avoir été reconduite, elle présente et fait voter par les Cortes Generales une nouvelle loi sur l'éducation. Elle entreprend en 2021 la réforme du système de formation professionnelle, mais quitte le gouvernement au même moment. Elle devient ambassadrice auprès du Vatican en 2022.

## Vie privée
María Isabel Celaá Diéguez naît à Bilbao le 23 mai 1949.
Elle est mariée et mère de deux enfants.

## Études et vie professionnelle
Isabel Celaá étudie la philosophie, la philologie anglaise et le droit à l'université de Deusto et à l'université de Valladolid. Titulaire de deux licences, elle est professeure des universités de langue et littérature anglaise. Elle vit un temps à Belfast, puis Dublin.

## Engagement politique

### Des cabinets au Parlement basque
En 1987, Isabel Celaá est nommée directrice de cabinet de José Ramón Recalde (es), conseiller à l'Éducation du gouvernement du Pays basque, avant d'être choisie, en 1991, comme vice-conseillère par Fernando Buesa (es). À cette époque, les socialistes et les nationalistes basques gouvernent en coalition. Elle négocie alors le pacte politique pour l'accord scolaire — qui régularise les ikastolak — et la loi relative à l'école publique.
Entre 1995 et 1998, elle est directrice de cabinet de Ramón Jáuregui, conseiller à la Justice, à l'Économie, au Travail et à la Sécurité sociale. Elle est ensuite élue députée de la circonscription de Biscaye au Parlement basque. Comme parlementaire, elle est notamment porte-parole du groupe socialiste pour l'éducation et les médias, puis première secrétaire du bureau entre 2004 et 2005, et enfin première vice-présidente de 2008 à 2009.

### Conseillère à l'Éducation du Pays basque
Isabel Celaá devient le 9 mai 2009 conseillère à l'Éducation, à l'Enseignement supérieur et à la Recherche du gouvernement basque, désormais dirigé par le socialiste Patxi López. Elle succède ainsi à Tontxu Campos, du parti nationaliste de gauche Eusko Alkartasuna (EA).
Après sa prise de fonction, elle remet en cause les programmes scolaires approuvés par le précédent exécutif régional, qui faisaient du basque la langue préférentielle de l'enseignement. Elle met ensuite en place un système trilingue entre espagnol, basque et anglais. Elle développe le recours au numérique et crée un programme d'intervention de victimes du terrorisme dans les écoles pour échanger avec les élèves,.
Elle annonce en mai 2012 que l'exécutif basque palliera les coupes budgétaires dans l'éducation décidées par le nouveau gouvernement espagnol. Ainsi, les frais d'inscription universitaire n'augmenteront pas plus que l'inflation et les effectifs par classe dans les écoles seront maintenus. Elle dénonce trois mois plus tard le projet de loi organique relative à l'amélioration de la qualité de l'éducation (LOMCE) proposée par le ministre José Ignacio Wert, décrivant le texte comme « inadéquat, socialement injuste » et qui « crée une école à deux vitesses : une pour les puissants et une pour les plus faibles ».
Elle préside l'ouverture de la Xe législature du Parlement basque le 20 novembre suivant, en sa qualité de doyenne de l'assemblée. Elle décide alors de lire un discours, ce qui n'était pas prévu, dans lequel elle rend hommage aux députés Fernando Buesa et Gregorio Ordóñez, assassinés par l'ETA. Dans l'hémicycle, un parlementaire lui reproche de ne pas faire référence à Sergio Brouard, tué par les GAL.

### Passage au second plan
Isabel Celaá abandonne ensuite ses fonctions gouvernementales mais devient présidente de la commission des Affaires européennes et de l'Action extérieure jusqu'au terme de la législature. Elle est élue en 2014 membre puis présidente de la commission fédérale d'éthique et de garantie (CFEG) du Parti socialiste ouvrier espagnol (PSOE) lors du congrès fédéral qui consacre Pedro Sánchez au secrétariat général. Elle quitte en août 2016 le Parlement basque, et conserve l'année qui suit la présidence de la CFEG à l'occasion du 39e congrès fédéral socialiste.
Elle postule aux élections sénatoriales de décembre 2015 puis de juin 2016 dans la circonscription de Biscaye, sans succès.

### Ministre de l'Éducation
Le 6 juin 2018, Isabel Celaá est nommée ministre de l'Éducation et de la Formation professionnelle et porte-parole du premier gouvernement minoritaire de  Pedro Sánchez. Elle entre en fonction le lendemain. Pour les élections anticipées du 28 avril 2019, elle est investie en tête de liste pour le Congrès des députés dans la circonscription d'Alava. Elle est confirmée pour les élections anticipées du 10 novembre suivant, convoquées après que le Congrès a échoué à investir un président du gouvernement. À l'occasion de la formation du gouvernement Sánchez II, le 13 janvier 2020, elle fait partie des onze ministres sortants reconduits, mais ses fonctions de porte-parole reviennent à la ministre des Finances, María Jesús Montero. Conformément à la volonté de la direction du PSOE d'assurer la présence de ses députés dans l'hémicycle, elle démissionne de son mandat parlementaire le 21 février.
Elle présente le 3 mars 2020 le projet de loi organique de modification de la loi organique relative à l'éducation (LOMLOE ou loi Celaá), qui prévoit entre autres que l'éducation religieuse devienne facultative et que les élèves qui ne la choisissent pas ne soient plus obligés de choisir une matière alternative ; la nouvelle matière d'éducation aux valeurs civiques et éthiques soit obligatoire ; la disparition des parcours scolaires imposés qui dérivaient automatiquement les élèves aux notes les plus basses vers l'enseignement professionnel ; ou encore la limitation du redoublement. Lors de la discussion générale au Congrès des députés le 17 juin suivant, les motions de renvoi du Parti populaire (PP), de Vox et de Ciudadanos (Cs) sont repoussées par l'ensemble des autres partis, à l'exception de l'Union du peuple navarrais (UPN).
La loi est adoptée par le Congrès des députés le 19 novembre 2022 par 177 voix pour, 148 contre et 17 abstentions, soit une voix de plus que la majorité requise, s'agissant d'une loi organique. Elle reçoit notamment le soutien — outre les partis formant le gouvernement — de la Gauche républicaine de Catalogne (ERC) et du Parti nationaliste basque (EAJ/PNV), l'opposition du Parti populaire, de Vox et Ciudadanos, et l'abstention d'Ensemble pour la Catalogne (JxCat) et d'Euskal Herria Bildu (EH Bildu). Ayant repoussé les 600 amendements au projet de loi, le Sénat adopte définitivement le texte, qui devient la huitième loi éducative depuis la fin du franquisme, par 142 voix pour, 112 contre et 9 abstentions dès le 23 décembre.
À l'occasion du Conseil des ministres, elle soumet l'avant-projet de loi organique relatif à la formation professionnelle, qui propose de renforcer la place de l'alternance en l'instituant dans l'ensemble des formations, et en divisant les diplômes en cinq niveaux, du moins au plus spécialisé.

## Après le gouvernement
Pedro Sánchez annonce, le 10 juillet 2021, de manière inattendue, un important remaniement ministériel qui concerne sept ministres, tous issus de la partie socialiste de l'exécutif. La déléguée du gouvernement en Aragon, Pilar Alegría, est ainsi choisie pour prendre la succession d'Isabel Celaá. Avant la passation de pouvoir avec sa successeure, deux jours plus tard, elle reconnaît devant les médias qu'elle aurait souhaité porter ses projets en cours à leur terme.
Le Conseil des ministres du 25 janvier 2022 la nomme ambassadrice d'Espagne auprès de l'État de la Cité du Vatican.